# 30 يناير
- السبت
- الأحد
- الاثنين
- الثلاثاء
- الأربعاء
- الخميس
- الجمعة

- 2827 جمادى الآخرة 1446  هـ
- 2928 جمادى الآخرة 1446  هـ
- 3029 جمادى الآخرة 1446  هـ
- 3130 جمادى الآخرة 1446  هـ
- 11 رجب 1446  هـ
- 22 رجب 1446  هـ
- 33 رجب 1446  هـ
- 44 رجب 1446  هـ
- 55 رجب 1446  هـ
- 66 رجب 1446  هـ
- 77 رجب 1446  هـ
- 88 رجب 1446  هـ
- 99 رجب 1446  هـ
- 1010 رجب 1446  هـ
- 1111 رجب 1446  هـ
- 1212 رجب 1446  هـ
- 1313 رجب 1446  هـ
- 1414 رجب 1446  هـ
- 1515 رجب 1446  هـ
- 1616 رجب 1446  هـ
- 1717 رجب 1446  هـ
- 1818 رجب 1446  هـ
- 1919 رجب 1446  هـ
- 2020 رجب 1446  هـ
- 2121 رجب 1446  هـ
- 2222 رجب 1446  هـ
- 2323 رجب 1446  هـ
- 2424 رجب 1446  هـ
- 2525 رجب 1446  هـ
- 2626 رجب 1446  هـ
- 2727 رجب 1446  هـ
- 2828 رجب 1446  هـ
- 2929 رجب 1446  هـ
- 3030 رجب 1446  هـ
- 311 شعبان 1446  هـ

30 يناير أو 30 كانون الثاني أو يوم 30 \ 1 (اليوم الثلاثون من الشهر الأوَّل) هو اليوم الثلاثون (30) من السنة وفقًا للتقويم الميلادي الغربي (الغريغوري). يبقى بعده 335 يومًا لانتهاء السنة، أو 336 يومًا في السنوات الكبيسة.

## أحداث
- 1649 - تنفيذ حكم الإعدام بحق تشارلز الأول ملك إنجلترا.
- 1661 - إعدام حامي اللوردات بإنجلترا أوليفر كرومويل رسميًا بعد وفاته بسنتين.
- 1648 - التوقيع على «اتفاقية مونستر» لإنهاء «حرب الثمانين سنة» بين هولندا وإسبانيا.
- 1835 - الرئيس الأمريكي أندرو جاكسون يتعرض لمحاولة اغتيال أثناء وجوده في قاعة مجلس النواب، وهي أول محاولة اغتيال لرئيس أمريكي.
- 1847 - تغير اسم قرية «يربا بوينا» في كاليفورنيا إلى سان فرانسيسكو.
- 1893 - الخديوي عباس حلمي الثاني يعفو عن أعضاء الثورة العرابية المنفيين إلى سرنديب.
- 1933 - أدولف هتلر يصبح مستشارًا للرايخ الألماني الثالث.
- 1948 - اغتيال مهاتما غاندي على يد أحد الهندوس المتطرفين.
- 1956 - حلف وارسو يعلن انضمام ألمانيا الشرقية إليه.
- 1976 - محكمة إسرائيلية تقر بحق اليهود في الصلاة بساحات المسجد الأقصى في أي وقت يشاؤون من النهار، وذلك بعد أن برّأت 40 يهوديًا اتهموا بالدخول عنوة داخل المسجد مرددين الأناشيد اليهودية مما تسبب في وقوع اشتباكات بينهم وبين المسلمين عند ساحات المسجد.
- 1984 - اكتشاف ثلاثة قنابل يدوية من النوع الذي يستخدمه الجيش الإسرائيلي أمام باب الأسود، وكانت القنابل مخبأة في إحدى ثمار القرع.
- 2003 - بلجيكا توافق على قانون يتيح زواج مثليي الجنس.
- 2013 - كوريا الجنوبية تطلق صاروخها الحامل الأول نارو-1، حاملًا قمرًا اصطناعيًا لأغراض بحثية.
- 2015 - تنظيم الدولة الإسلامية في العراق والشام ينشر شريط فيديو يظهر إعدام الصحافي الياباني كينجي غوتو الذي كان قد اختطف في سوريا في تشرين الأول 2014.
- 2017 - قمة أديس أبابا تُسفِر عن عودة المغرب رسميا للاتحاد الأفريقي بعد تأييد 40 دولة لعودته.
- 2018 - انعقاد مؤتمر الحوار الوطني السوري في مدينة سوتشي الروسية، بهدف المساهمة بإيجاد حل سياسي للحرب الأهلية السورية.
- 2022 - فوز الحزب الاشتراكي برئاسة رئيس الوزراء أنطونيو كوستا بالأغلبية المطلقة في الانتخابات البرلمانية المبكرة في البرتغال.
- 2023 - مقتل أكثر من 100 شخص وإصابة أكثر من 200 في تفجير انتحاري داخل مسجد بمدينة بيشاور في باكستان.
- 2025 - المتحدث باسم كتائب القسَّام أبو عبيدة، يعلن مقتل عدد من القادة العسكريين أثناء الحرب على غزة، على رأسهم القائد العام محمد الضيف.

## مواليد
- 1687 - يوهان بالتازار نويمان، مهندس معماري ألماني.
- 1874 - أحمد إبراهيم بك، فقيه وحقوقي وأكاديمي مصري.
- 1882 - فرانكلين روزفلت، رئيس الولايات المتحدة الثاني والثلاثين.
- 1894 - بوريس الثالث، ملك بلغاريا.
- 1899 - ماكس تيلر، عالم أحياء جنوب أفريقي حاصل على جائزة نوبل في الطب عام 1951.
- 1911 - عبد الرحمن فارس، سياسي جزائري.
- 1923 - محمد كامل ليلة، سياسي مصري.
- 1927 - أولوف بالمه، رئيس وزراء السويد.
- 1930 - جين هاكمان، ممثل أمريكي.
- 1938 - إسلام كريموف، رئيس أوزبكستان.
- 1941 - ديك تشيني، نائب رئيس الولايات المتحدة في عهد جورج بوش الابن.
- 1949 - بيتر أغري، عالم أحياء أمريكي حاصل على جائزة نوبل في الكيمياء عام 2003.
- 1951 - تشارلز س. دوتون، ممثل أمريكي.
- 1956 - مسلم البراك، سياسي كويتي.
- 1962 - عبد الله الثاني بن الحسين، ملك المملكة الأردنية الهاشمية.
- 1968 - فيليب السادس، ملك إسبانيا.
- 1970 - سعد الصغير، مغني مصري.
- 1974 - كريستيان بيل، ممثل إنجليزي.
- 1975 - جونينيو برنامبوكانو، لاعب كرة قدم برازيلي.
- 1976 - باسل حيدر، ممثل سوري.
- 1981 -
  - بيتر كراوتش، لاعب كرة قدم إنجليزي.
  - ديميتار برباتوف، لاعب كرة قدم بلغاري.
- 1987 - أردا توران، لاعب كرة قدم تركي.

## وفيات
- 1649 - تشارلز الأول، ملك إنجلترا.
- 1676 - إسكندر الأول، قيصر روسيا الثاني.
- 1730 - بطرس الثاني، إمبراطور روسيا السابع.
- 1928 - يوهانس فيبيغر، طبيب دنماركي حاصل على جائزة نوبل في الطب عام 1926.
- 1948 -
  - مهاتما غاندي، زعيم هندي.
  - أورفيل رايت، أول من طار في طائرة وأحد الأخوان رايت.
- 1951 - فرديناند بورشيه، مخترع ألماني وأحد مؤسسي صناعة السيارات في ألمانيا.
- 1961 - فردوس محمد، ممثلة مصرية.
- 1969 - دومينيك بير، رجل دين بلجيكي حاصل على جائزة نوبل للسلام عام 1958.
- 1982 - رأفت الهجان، جاسوس مصري في إسرائيل.
- 1984 - وديع تلحوق، صحفي وكاتب لبناني.
- 1989 - محمد عبد الكريم، عازف بزق سوري لقب بأمير البزق.
- 1991 - جون باردين، عالم فيزياء أمريكي حاصل على جائزة نوبل في الفيزياء عام 1956 وعام 1972.
- 1995 - جيرالد دوريل، عالم طبيعة بريطاني.
- 1999 - فواز عيد، شاعر فلسطيني.
- 2010 - عز الدين إبراهيم، سياسي وأكاديمي مصري.
- 2012 - عبد الحميد مهري، سياسي جزائري.
- 2013 -
  - جمال البنا، مفكر إسلامي مصري.
  - مرتضى شمس، طبيب وشاعر إيراني.
- 2016 - فيروز، ممثلة مصرية.
- 2021 - تركي بن ناصر بن عبد العزيز آل سعود، أمير سعودي.

## أعياد ومناسبات
- وليمة القديس أنطونيوس الكبير عند الكنيسة القبطية.
- يوم الديمقراطية في العراق.
- اليوم العالمي للتضامن مع «فلسطينيّي 48».

## وصلات خارجية
- وكالة الأنباء القطريَّة: حدث في مثل هذا اليوم.
- النيويورك تايمز: حدث في مثل هذا اليوم.
- BBC: حدث في مثل هذا اليوم.